# Saint Anne Sandy Point
Saint Anne Sandy Point is een van de veertien parishes van Saint Kitts en Nevis. Het ligt op het hoofdeiland Saint Kitts en de hoofdstad is Sandy Point Town.

## Geschiedenis
Sandy Point Town was de eerste havenstad van Saint Kitts, en ontwikkelde zich als commercieel centrum voor de tabak- en slavenhandel. De plaats lag in het Engelse gedeelte van Sint op de grens met het Franse gedeelte. Charles Fort was het eerste fort dat bij Sandy Point werd gebouwd, maar werd in 1690 veroverd. Brimstone Hill Fortress werd gebouwd als opvolger. In 1727 werd het gehele eiland aan het Verenigd Koninkrijk toegewezen, en werd Basseterre de hoofdstad en belangrijkste havenstad. In 1984 werd Sandy Point getroffen door orkaan Klaus, en werd de haven gesloten.

## St. Kitts Eco Park
St. Kitts Eco Park is een experimentele agragrische boerderij. Het was een samenwerkingsverband tussen Saint Kitts en Taiwan en probeert een balans te vinden tussen landbouw, duurzame energie en toerisme. Het ecopark heeft tuinbouwkassen en een kwekerij, en werd in 2011 geopend. In Taiwan geldt dienstplicht voor jonge mannen, en het ecopark bood de mogelijkheid tot vervangende dienstplicht. In 2019 werd het ecopark volledig eigendom van Saint Kitts en Nevis.
Saint Kitts: Christ Church Nichola Town · Saint Anne Sandy Point · Saint George Basseterre · Saint John Capisterre · Saint Mary Cayon · Saint Paul Capisterre · Saint Peter Basseterre · Saint Thomas Middle Island · Trinity Palmetto Point

Nevis: Saint George Gingerland · Saint James Windward · Saint John Figtree · Saint Paul Charlestown · Saint Thomas Lowland